# Лекович, Драгое
Дра́гое Ле́кович (серб. Драгоје Лековић / Dragoje Leković; род. 21 октября 1967, Сивац, САК Воеводина) — югославский, сербский и черногорский футболист, вратарь, тренер.

## Карьера

### Клубная
За свою карьеру играл в клубах «Будучност» и «Могрен», а также за «Црвену звезду», отыграв в ней 17 из 30 матчей национального первенства. Уехал в 1995 году в шотландский «Килмарнок», в составе которого выиграл Кубок Шотландии. Был заигран также в испанских клубах «Спортинг» и «Малага», но сыграл за них суммарно только 12 матчей. В конце карьеры привлекался в состав клуба АЕК с Кипра, ирландского «Дандолка» и австралийского «Перт Глори».

### В сборной
За югославскую сборную до и после распада страны сыграл итого 14 игр: на Олимпийских играх 1988 года отыграл 30 минут группового матча с австралийцами и был заменён на 30-й минуте из-за травмы, а на чемпионатах мира 1990 и 1998 не сыграл ни одного матча.

### Тренерская
С 2011 года был тренером вратарей в «Будучности» и сборной Черногории, но в июне отправился в Катар, где вошёл в тренерский штаб клуба «Аль-Гарафа», возглавляемый его соотечественником Славишей Йокановичем.